# Johann Georg Holzbogen

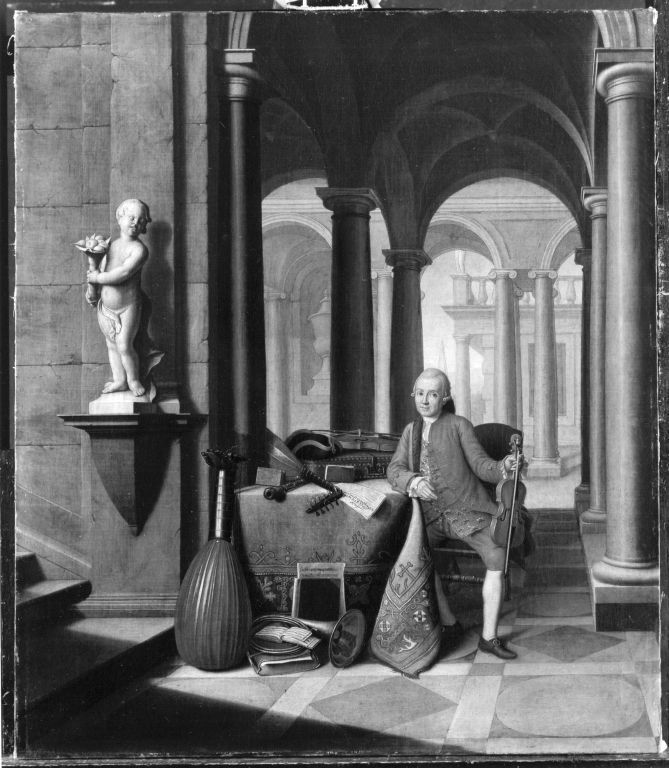
Johann Georg Holzbogen

Johann Georg Holzbogen (* 15. August 1727 in Schwandorf; † 7. September 1775 in München) war ein deutscher Geiger und Komponist.

## Leben
Über Holzbogens musikalische Ausbildung ist nichts bekannt. Schon seit 1751 wirkte er als Geiger im Münchner Hoforchester, zunächst unbezahlt, dann als Kammervirtuose bei Herzogs Clemens Franz. 1759 sandte ihn dieser zum Kompositions- und Violinstudium zu Giuseppe Tartini nach Padua. 
Holzbogen bezog nach dem Tod des Herzogs im Jahre 1770 zunächst eine Pension und wurde 1771 in das kurfürstliche Hoforchester übernommen. 